# Ado Onaiwu
Ado Onaiwu (オナイウ 阿道), né le 8 novembre 1995 à Kamikawa, est un footballeur international japonais évoluant au poste d'attaquant à l'AJ Auxerre.

## Biographie

### Jeunesse
Ado Onaiwu naît le 8 novembre 1995 à Kamikawa, au Japon, d'une mère japonaise et d'un père d'origine nigériane.

### En club
Le 20 juillet 2021, Onaiwu signe au club français du Toulouse FC, sa première expérience hors du Japon. Commentant son arrivée, il explique : « Mon point fort, c’est devant le but, j’espère beaucoup marquer pour le Club et pouvoir montrer mes qualités aux supporters et à mes coéquipiers. J’ai vraiment à cœur d’aider l’équipe et tout faire pour lui permettre d’atteindre ses objectifs. »
Onaiwu vit une saison 2022-2023 difficile sur le plan individuel. Alors que Toulouse retrouve l'élite après deux saisons en Ligue 2, le club recrute le Néerlandais Thijs Dallinga qui devient rapidement titulaire. Malgré quelques titularisations au cours de l'exercice, Onaiwu finit le championnat avec deux buts en 34 matchs. Peu utilisé lors de l'épopée toulousaine en Coupe de France, il dispute les vingt dernières minutes du succès fleuve 5-1 aux dépens du FC Nantes en finale. Au cours de l'été 2023, son avenir chez les Violets semble incertain. En août, il quitte le club avec un bilan contrasté de 14 buts en 80 matchs.
Le 28 août 2023, Onaiwu signe un contrat de trois ans avec le club français de l'AJ Auxerre, tout juste relégué en Ligue 2. Malgré des propositions de clubs allemands et anglais, il préfère demeurer en France.
Le 11 novembre 2023, Onaiwu contribue largement à la victoire des siens en inscrivant un triplé contre Saint-Etienne sur un score de 5-2. Le 18 mai 2024, il réalise un autre triplé contre l'US Concarneau et termine la saison avec 15 buts, deuxième meilleur total de Ligue 2.

### En sélection
Avec l'équipe du Japon des moins de 19 ans, il participe au championnat d'Asie des moins de 19 ans en 2014. Le Japon est éliminé en quart de finale par la Corée du Nord.
Il dispute ensuite le championnat d'Asie des moins de 23 ans en 2016. Le Japon remporte le tournoi en battant la Corée du Sud en finale. Il participe ensuite la même année au Tournoi de Toulon.

## Statistiques
| Saison                | Club                       | Championnat           | Championnat | Championnat | Championnat | Coupe nationale | Coupe nationale | Coupe nationale | Coupe de la Ligue | Coupe de la Ligue | Coupe de la Ligue | Supercoupe | Supercoupe | Supercoupe | Compétition(s) continentale(s) | Compétition(s) continentale(s) | Compétition(s) continentale(s) | Compétition(s) continentale(s) | Autres compétitions | Autres compétitions | Autres compétitions | Autres compétitions | Total | Total | Total |
| Saison                | Club                       | Division              | M.          | B.          | P.d.        | M.              | B.              | P.d.            | M.                | B.                | P.d.              | M.         | B.         | P.d.       | Comp.                          | M.                             | B.                             | P.d.                           | Comp.               | M.                  | B.                  | P.d.                | M.    | B.    | P.d.  |
| 2014                  | JEF United                 | J2 League             | 6           | 1           | 0           | 2               | 1               | 1               | -                 | -                 | -                 | -          | -          | -          | -                              | -                              | -                              | -                              | -                   | -                   | -                   | -                   | 8     | 2     | 1     |
| 2015                  | JEF United                 | J2 League             | 33          | 3           | 4           | 2               | 0               | 0               | -                 | -                 | -                 | -          | -          | -          | -                              | -                              | -                              | -                              | -                   | -                   | -                   | -                   | 35    | 3     | 4     |
| 2016                  | JEF United                 | J2 League             | 23          | 6           | 3           | 1               | 0               | 0               | -                 | -                 | -                 | -          | -          | -          | -                              | -                              | -                              | -                              | -                   | -                   | -                   | -                   | 24    | 6     | 3     |
| Sous-total            | Sous-total                 | Sous-total            | 62          | 10          | 7           | 5               | 1               | 1               | -                 | -                 | -                 | -          | -          | -          | -                              | -                              | -                              | -                              | -                   | -                   | -                   | -                   | 67    | 11    | 8     |
| 2017                  | Urawa Red Diamonds         | J1 League             | 1           | 0           | 0           | 3               | 1               | 0               | -                 | -                 | -                 | -          | -          | -          | AFC                            | 2                              | 0                              | 0                              | CLe                 | 1                   | 0                   | 0                   | 7     | 1     | 0     |
| 2018                  | Renofa Yamaguchi FC (prêt) | J2 League             | 42          | 22          | 5           | 2               | 0               | 0               | -                 | -                 | -                 | -          | -          | -          | -                              | -                              | -                              | -                              | -                   | -                   | -                   | -                   | 44    | 22    | 5     |
| 2019                  | Oita Trinita (prêt)        | J1 League             | 31          | 10          | 2           | 3               | 0               | 1               | 5                 | 0                 | 0                 | -          | -          | -          | -                              | -                              | -                              | -                              | -                   | -                   | -                   | -                   | 39    | 10    | 3     |
| 2020                  | Yokohama F. Marinos        | J1 League             | 20          | 12          | 1           | -               | -               | -               | 2                 | 0                 | 0                 | 1          | 0          | 0          | AFC                            | 6                              | 4                              | 0                              | -                   | -                   | -                   | -                   | 29    | 16    | 1     |
| 2021                  | Yokohama F. Marinos        | J1 League             | 24          | 4           | 5           | -               | -               | -               | 7                 | 3                 | 2                 | -          | -          | -          | -                              | -                              | -                              | -                              | -                   | -                   | -                   | -                   | 31    | 7     | 7     |
| Sous-total            | Sous-total                 | Sous-total            | 44          | 16          | 6           | -               | -               | -               | 9                 | 3                 | 2                 | 1          | 0          | 0          | -                              | 6                              | 4                              | 0                              | -                   | -                   | -                   | -                   | 60    | 23    | 8     |
| 2021-2022             | Toulouse FC                | Ligue 2               | 38          | 10          | 2           | 5               | 2               | 2               | -                 | -                 | -                 | -          | -          | -          | -                              | -                              | -                              | -                              | -                   | -                   | -                   | -                   | 43    | 12    | 4     |
| 2022-2023             | Toulouse FC                | Ligue 1               | 34          | 2           | 1           | 3               | 0               | 0               | -                 | -                 | -                 | -          | -          | -          | -                              | -                              | -                              | -                              | -                   | -                   | -                   | -                   | 37    | 2     | 1     |
| Sous-total            | Sous-total                 | Sous-total            | 72          | 12          | 3           | 8               | 2               | 2               | -                 | -                 | -                 | -          | -          | -          | -                              | -                              | -                              | -                              | -                   | -                   | -                   | -                   | 80    | 14    | 5     |
| 2023-2024             | AJ Auxerre                 | Ligue 2               | 34          | 15          | 1           | 3               | 0               | 0               | -                 | -                 | -                 | -          | -          | -          | -                              | -                              | -                              | -                              | -                   | -                   | -                   | -                   | 37    | 15    | 1     |
| 2024-2025             | AJ Auxerre                 | Ligue 1               | 31          | 4           | 1           | 1               | 0               | 0               | -                 | -                 | -                 | -          | -          | -          | -                              | -                              | -                              | -                              | -                   | -                   | -                   | -                   | 32    | 4     | 1     |
| Sous-total            | Sous-total                 | Sous-total            | 65          | 19          | 2           | 4               | 0               | 0               | -                 | -                 | -                 | -          | -          | -          | -                              | -                              | -                              | -                              | -                   | -                   | -                   | -                   | 69    | 19    | 2     |
| Total sur la carrière | Total sur la carrière      | Total sur la carrière | 317         | 89          | 24          | 25              | 4               | 4               | 14                | 3                 | 2                 | 1          | 0          | 0          | -                              | 8                              | 4                              | 0                              | -                   | 1                   | 0                   | 0                   | 366   | 100   | 30    |

## Palmarès

### Palmarès collectif
| Urawa Red Diamonds (1)            | Toulouse FC (2)                                                  | AJ Auxerre (1)              | Japon U23 (1)                                               |
| --------------------------------- | ---------------------------------------------------------------- | --------------------------- | ----------------------------------------------------------- |
| - Coupe Levain - Vainqueur : 2017 | - Ligue 2 - Champion : 2022 - Coupe de France - Vainqueur : 2023 | - Ligue 2 - Champion : 2024 | - Championnat d'Asie des moins de 23 ans - Vainqueur : 2016 |